# Долинський краєзнавчий музей Тетяни і Омеляна Антоновичів «Бойківщина»
Долинський краєзнавчий музей Тетяни і Омеляна Антоновичів «Бойківщина» — краєзнавчий музей у місті Долині Івано-Франківської області, один з наймолодших краєзнавчих музеїв Прикарпатського краю; зібрання матеріалів і предметів з етнографії та культури Бойківщини, значний культурно-освітній осередок міста.
Музей у Долині є першим державним музеєм, що присвячений самобутньому культурному надбанню Бойківського краю.

## Загальні дані
Долинський краєзнавчий музей Тетяни і Омеляна Антоновичів «Бойківщина» міститься у функціональній сучасній будівлі з використанням елементів народної архітектури за адресою:
вул. Чорновола, буд. 2а, м. Долина—77500 (Івано-Франківська область, Україна).
Заклад працює щоденно без вихідних та обіду, від 09:00 до 18:00 години (перший четвер місяця- санітарний день)
Директором закладу є Сенів Тетяна Любомирівна.

## З історії музею
Краєзнавчий музей у Долині заснований згідно з рішенням місцевої ради народних депутатів від 23 грудня 1997 року. На початку своєї діяльності музей був задуманий і значився у назві як «Історико-художній музей».
Робота над створенням музею розпочалася з найголовнішого — пошуку, збирання та опрацювання матеріалів для майбутньої постійної експозиції, якої не було за браком відповідного приміщення.
Нова сторінка діяльності музею в Долині розпочалась від вересня 2003 року, коли завдяки всесвітньо відомій благодійній фундації Тетяни та Омеляна Антоновичів (США) музей одержав новозбудоване приміщення із загальною площею понад 1 000 м².
Урочисте відкриття краєзнавчого музею в Долині відбулося 5 вересня 2003 року й було приурочене до І Всесвітнього бойківського фестивалю на Прикарпатті. Відтоді заклад є значним науково-просвітницьким осередком міста та області.

## Експозиція
У залах Долинського краєзнавчого музею Тетяни і Омеляна Антоновичів «Бойківщина» розміщено 5 відділів:
- історичний;
- природничий;
- етнографічний;
- меморіальний — присвячений родині Антоновичів;
- історії християнства в Долинському районі і сакрального мистецтва.

Серед матеріалів експозиції — цікаві археологічні знахідки, знаряддя праці та побуту минулих часів, бойківський одяг і вишивка. У музеї є документи, що висвітлюють різні події з історії краю, стародруки, видані в Україні, твори образотворчого українського і народного мистецтва, а також твори сакрального мистецтва.
Безперечними «родзинками» музею є реконструкція бойківської хати — типової бойківської оселі; писанки, вишиті кольоровими нитками; колекція ляльок та сакральні пам'ятки XVI—XVIII століть.
Теми екскурсій по музею: «Оглядова»; «Сім’я Антоновичів»; «Історія міста Долини»; «Видатні люди Бойківщини»; «Кам’яне диво Бойківщини»; «Доктор Володимир Горбів»; «Митці Долинщини»; «З історії Просвіти Долинщини»; «Природні ресурси Прикарпаття»; «Флора і фауна Карпат» тощо.

## Виноски
1. ↑  Долинський краєзнавчий музей Тетяни і Омеляна Антоновичів «Бойківщина» на who-is-who.com.ua. Архів оригіналу за 8 березня 2011. Процитовано 22 травня 2010.
2. ↑  Долинський краєзнавчий музей Тетяни і Омеляна Антоновичів «Бойківщина» [Архівовано 11 грудня 2008 у Wayback Machine.] на www.museum.if.ua — вебресурс «Музейне коло Прикарпаття» [Архівовано 28 травня 2010 у Wayback Machine.]